# László Tengelyi
 (mai 2023).
Si vous disposez d'ouvrages ou d'articles de référence ou si vous connaissez des sites web de qualité traitant du thème abordé ici, merci de compléter l'article en donnant les références utiles à sa vérifiabilité et en les liant à la section « Notes et références ».
Dans le nom hongrois Tengelyi Laszló, le nom de famille précède le prénom, mais cet article utilise l’ordre habituel en français Laszló Tengelyi, où le prénom précède le nom.
Laszló Tengelyi (1954-2014) était un philosophe hongrois, qui fut professeur à l'université de Wuppertal (de).

## Biographie
Ancien étudiant de l'Université Eötvös Loránd de Budapest, il soutint en 1986 sa thèse de doctorat (Kant über das Fundament der Ethik) puis, en 1995, une habilitation sur le problème du mal chez Kant et dans la philosophie post-kantienne. Il est resté dans cette université jusqu'en 2001, année où il fut nommé titulaire de la chaire de Phénoménologie et philosophie théorétique à l'université de Wuppertal, succédant ainsi à Klaus Held. De 1998 à 2000, il avait été professeur invité à  l'université de Poitiers, une des plus anciennes universités françaises.
Il fut président de la Deutsche Gesellschaft für phänomenologische Forschung (de) de 2003 à 2005 et apporta également un soutien scientifique aux Husserl Studien et aux Annales de phénoménologie.

## Engagement politique
En janvier 2011, Tengelyi a publié une lettre ouverte en Allemagne, attirant l'attention sur le fait que des intellectuels hongrois comme Ágnes Heller, Mihály Vajda et Sándor Radnóti avaient été exposés à une campagne médiatique après avoir critiqué la nouvelle loi hongroise sur les médias, notamment de la part de l'influent journal pro-gouvernemental Magyar Nemzet .

## Publications
Monographies
Ne sont ici indiquées que les publications disponibles en allemand et en français.
- Der Zwitterbegriff Lebensgeschichte. Fink, München 1998,  (ISBN 3770532481)
- Erfahrung und Ausdruck. Phänomenologie im Umbruch bei Husserl und seinen Nachfolgern. Springer, Dordrecht 2007,  (ISBN 9781402054334) (Phaenomenologica, Band 180).
- Neue Phänomenologie in Frankreich. Suhrkamp, 2012,  (ISBN 9783518295748).
- Welt und Unendlichkeit: Zum Problem phänomenologischer Metaphysik. Karl Alber, Freiburg, 2014,  (ISBN 9783495486610).

Essais
- Antwortendes Handeln und ordnungsstiftendes Gesetz. In: M. Fischer, H.-D. Gondek, B. Liebsch (Hrsg.), Vernunft im Zeichen des Fremden, Suhrkamp, Frankfurt am Main 2001, S. 278–303.
- L’esprit selon Kant, Revue des Sciences philosophiques et théologiques, 85 (2001), S. 11–22.
- L’expérience et son expression catégoriale. In: Studia Universitatis Babeş–Bólyai, Philosophia, XLIV, 1–2 (1999), Cluj 2001.
- Erfahrung und Ausdruck. In: W. Hogrebe (Hrsg.), Philosophia Hungarica, Königshausen & Neumann, Würzburg 2001, S. 219–228.
- Erfahren, Handeln, Erzählen. In: J. Trinks (Hrsg.), Möglichkeiten und Grenzen der Narration, Turia + Kant Verlag, Wien 2002, S. 97–112.
- Historische Erfahrung (ungarisch), Világosság, 5–6/2002.
- L’expérience et la réalité. L’idéalisme transcendantal de la phénoménologie husserlienne, Annales de phénoménologie 2 (2003), 13–24.